# Phakellia dalli
Phakellia dalli är en svampdjursart som beskrevs av Lawrence Morris Lambe 1900. Phakellia dalli ingår i släktet Phakellia och familjen Axinellidae. Inga underarter finns listade i Catalogue of Life.